# Schwingen
Schwingen es una variedad suiza de lucha, es una lucha tradicional. Se considera un deporte nacional suizo, incluso más prominente que el Hornussen y el Steinstossen.

## Historia
No se puede determinar las raíces del Schwingen en Suiza. Una antigua pintura del siglo XIII (en la catedral de Lausanne) muestra ya la típica manera de agarrar al adversario. En la Suiza central y en la meseta suiza, principalmente en la parte norte de las montañas, el Hosenlupf (literalmente: levantador de pantalones), como se le llama también al schwingen, pertenece a las festividades públicas comunes. El premio en muchos festivales de la montaña era un pedazo de paño de pantalón, una oveja, u otros premios naturales. Sin embargo, la fama del ganador contaba más que el premio real. 
El primer festival de los herder de la montaña en Unspunnen (Unspunnenfest) en 1806 trajo un renacimiento del Schwingen. En aquel momento, Suiza estaba ocupada por Francia. El objetivo de este festival era reforzar la conciencia nacional suiza. 
En el último tercio del siglo XIX, los memorables festivales de Schwing y actividades de animación de los profesores de gimnasia llevaron el Schwingen a las grandes ciudades. Así, la lucha original de los herders y de los granjeros se convirtió en un deporte nacional que alcanzó todos los niveles sociales. Las asociaciones, dirigidas por el Eidgenössischer Schwingerverband (fundado en 1895), organizaron el deporte integrando particularidades regionales, mejorando las capacidades de los luchadores con libros de enseñanza y prácticas, y creando reglas modernas para los torneos.
A pesar de esta expansión a las áreas urbanas, el Schwingen sigue siendo más popular en las áreas rurales tradicionales de las montañas norteñas.

## Los torneos
La lucha transcurre en la palestra o ring, un área circular de 12 metros de diámetro que se cubre con serrín. Los dos luchadores usan pantalones cortos hechos de yute sobre sus ropas. Los luchadores se agarran de estos pantalones e intentan lanzar al otro de espaldas. Hay varias técnicas principales, con nombres como “kurz”, “übersprung” o “wyberhaagge”, algunas de ellos muy similares a las técnicas del judo (el “hüfter” es casi idéntico al koshi guruma, “brienzer” es básicamente uchi mata). Se gana una combate cuando el ganador tiene agarrados los pantalones del contrario con, por lo menos, una mano y los dos hombros del rival tocan la tierra. Por la tradición el ganador cepilla el serrín de la espalda del perdedor después de la lucha.
El combate es juzgado por tres árbitros, uno de los cuales está dentro del círculo donde se lucha. Los árbitros dan puntos, con un máximo de diez puntos para una técnica que tiene éxito. Si la lucha termina sin un triunfo claro, al luchador más activo se le conceden el número más alto de puntos.
En un festival de Schwing, cada Schwinger lucha contra seis rivales, u ocho en el Eidgenössische. Los dos Schwinger con mayor número de puntos después de cinco (siete en el Eidgenössische) combates, llegan al Schlussgang (la última ronda). El tribunal de lucha es el encargado de hacer el emparejamientos de los luchadores según antiguas reglas. A menudo hay suspicacias de que los emparejamientos no han sido justos, para favorecer a un luchador.
No hay categorías de peso, ni de ninguna otra clase.
Los lugares donde se lleva a cabo el Schwing, los festivales regionales y cantonales, se desarrollan en el exterior, entre principios de verano y otoño.
El festival más importante de Schwing es el de Eidgenössisches Schwing und Älplerfest, que se disputa cada tres años. La última vez del 20 al 22 de agosto de 2004, en Lucerna. El ganador de este torneo es proclamado Schwingerkönig y recibe un toro como premio.

## Tradiciones
Tradicionalmente, el Schwingen es un deporte masculino. Las mujeres lo llevan practicando solamente durante pocos años, la Frauenschwingverband, la asociación de Schwing femenino, se fundó en 1992.
Los Sennenschwinger (miembros de un club de Schwing puro) llevan pantalones oscuros y camisa coloreada, sobre todo de un azul brillante, mientras que los Turnerschwinger (miembros de un club deportivo dedicado a otros deportes también) llevan pantalones blancos y camiseta blanca.
La publicidad y el patrocinio se evita en el Schwingen. Los mejores luchadores no reciben premios en efectivo sino en especie y del campo, como campanas de vaca, muebles, o productos frescos. Estos premios se pueden vender por dinero.
Al mejor Schwingers de un festival se le da una guirnalda. Al ganador de la fiesta federal (nacional) se le da el título de Schwingerkönig (rey del schwingen).